# Ремікс (сингл)
«Ремікс» (також Remix) — пісня гурту СКАЙ, яка була видана у 2006 році. Пісня входить до альбому «Те, що треба». Вперше пісня прозвучала у проекті «Відкривалка» каналу «УНІАН» 2005 року.

## Відеокліп
У 2006 році був відзнятий відеокліп. Це був другий кліп гурту після «Тебе це може вбити». На відео показано гурт «СКАЙ», що грає на інструментах серед хмарочосів (використана функція хромакей). В кінці відео учасники гурту руйнують всі хмарочоси, стрибаючи на них згори, і розбиваючи гітари.
У 2006 році відео потрапило в ефір телеканалу М1.